# Démocratisation du Tibet en exil
La démocratisation tibétaine est un processus qui s'est développé en Inde après l'exil en 1959 d'une communauté tibétaine ayant suivi le 14e dalaï-lama. Née sous son impulsion, elle n'est pas le résultat d’un mouvement populaire, à la différence d'autres nations.
Ayant été intronisé chef temporel et spirituel du Tibet le 17 novembre 1950 peu après l'intervention de l'armée populaire de libération chinoise à l'est du Tibet, le dalaï-lama hérita d'un gouvernement théocratique. Il nomma un comité de réformes en 1952 afin de moderniser le fonctionnement et les institutions du Tibet. S'il put mettre en place un certain nombre de réformes quand il était encore au pouvoir, d'autres furent contrecarrées par l'arrivée des communistes à Lhassa. Il confirma sa volonté de modifier le système politique tibétain dans ses discours et ses actions en exil, et s'impliqua fortement dans la démocratisation du gouvernement tibétain en exil.
Le dalaï-lama a œuvré pour que les Tibétains s'émancipent, en leur apportant une éducation à la démocratie à l'aide du Centre tibétain pour les droits de l'homme et la démocratie et en quittant le devant de la scène politique. Il renonce à sa fonction de chef du gouvernement tibétain en exil en 2011, laissant place au premier ministre tibétain Lobsang Sangay et se concentre sur sa fonction spirituelle. Il conserve cependant une influence politique et envisage de se retirer définitivement de la vie politique quand un accord sur le Tibet sera conclu avec la Chine.
Selon le Groupe interparlementaire d'amitié - France-Tibet du Sénat, la politique des Tibétains en exil préfigure un Tibet démocratique, « un véritable ferment démocratique pour une Chine qui s'ouvre au monde et aspire à rejoindre la communauté des nations ».

## Origine du mot et évolution du concept démocratie en langue tibétaine
Selon Xinhua, la langue tibétaine n'avait pas de termes signifiant « élection » et « démocratie ». Ils ne firent leur apparition qu'avec le lancement des réformes démocratiques et l'organisation des premières élections dans la région autonome du Tibet qui n'eurent lieu qu'en 1965, les seuls candidats étant, selon Warren W. Smith Jr., ceux ayant fait allégeance au PCC, ils étaient approuvés unanimement par le peuple et ainsi « élus ». 
Selon Julien Cleyet-Marel, le mot mangtso, signifiant démocratie, a été introduit dans la langue tibétaine en 1960 à l'initiative du 14e dalaï-lama. Sa signification s'est enrichie en 1992 à la suite de l'adoption de la Charte des Tibétains en exil. Mangtso signifie littéralement « gouvernement du peuple », expression équivoque en tibétain. En 1992, l'écriture en tibétain est modifiée et marque une rupture avec le mot chinois minzu utilisé pour créer le mot en tibétain en 1960. Au début des années 1990, le concept de démocratie a été débattu, le Congrès de la jeunesse tibétaine ayant organisé un concours pour les étudiants sur la question « Qu'est-ce que la démocratie ? ». Des revues tibétaines comme Tibetan Review, Sheja et Mangtso ont publié un article intitulé « Connaissance de la démocratie » pour définir le concept de démocratie de façon comparative pour l'adapter à la culture tibétaine. Ce débat reçut un écho dans l'Assemblée des députées qui s'est réunie en juillet 1992 pour traduire de la meilleure façon le terme démocratie et ses différentes facettes et l'introduire dans la charte. Jusqu'en 1992, on rencontre deux façons différentes d'écrire le mot mangtso avec deux sens différents. Mangtso est formé de deux mots adornés, tso signifie gouvernement et le terme mang diffère selon qu'il comporte une lettre préfixe et une lettre 2e suffixe qui ne se prononcent pas (da ད et sa ས), écrits différemment, ils ont la même euphonie. Dans la 1re version de la charte, dmangs tso དམངས་གཙོ་ est utilisé alors que dans la version de 1992, c'est mang tso མང་གཙོ qui est employé, sans explication pour le lecteur. Comme indiqué dans le procès verbal de la 11e Assemblée, Dhugkar Tsering ouvre le débat durant la session de juillet 1992. Il s'ensuit un long débat,, indiquant que le 1er mot, dmangs, évoque la notion de « peuple » signifiant « les masses », avec une connotation vulgaire et péjorative. Il se réfère dans les textes du bouddhisme tibétain aux basses castes de l'Inde, induisant que « les masses populaires gouvernent ». Le 2e terme, mang, se traduit par « grande quantité » « beaucoup », ou « le plus », pouvant signifier le « gouvernement de la majorité ».

## Situation avant 1959
De 1643 à 1959, le gouvernement du Tibet (Ganden Phodrang) était un « gouvernement théocratique », où le pouvoir n'était pas représentatif,. Selon Lhalu Tsewang Dorje, cité par Xinhua, il n'y avait pas, dans l'ancien Tibet, d'élections d'aucune sorte ni de démocratie. Cependant, Per Kværne signale l'existence de votes pour désigner les abbés du monastère de Menri fondé en 1405. De même, selon Robert Barnett, le Ganden Tripa, chef de l'école gelugpa du bouddhisme tibétain depuis le début du XVe siècle était un moine du monastère de Ganden choisi par élections tous les trois ans.
Pour Subramanya Nagarajarao, la société tibétaine et sa gouvernance avant 1959, bien que non conforme aux concepts de démocratie en comportaient des éléments. De même, pour Charles Bell qui, dans les années 1900, administra la vallée de Chumbi occupée par les Britanniques, le Tibet à cette époque était à bien des égards un pays démocratique dans la mesure où l'administration locale était laissée aux chefs de village. Le même auteur qualifiait toutefois le dalaï-lama d'« autocrate absolu » tant dans le domaine de la religion que dans celui du gouvernement séculier du Tibet. Pour le tibétologue Alex McKay, Charles Bell fait référence ici à l'étendue de son pouvoir, et non à son usage.

## Évolution de 1950 à 1959
Le 14e dalaï-lama est intronisé chef temporel et spirituel du Tibet le 17 novembre 1950 peu après l'intervention de l'armée populaire de libération chinoise à l'est du Tibet. Il hérite d'un gouvernement théocratique.

### Maintien de la théocratie
Selon Melvyn Goldstein, après l'arrivée de l'armée populaire de libération chinoise au Tibet en 1951, la structure théocratique du gouvernement, l'organisation monastique et les formes traditionnelles de propriété foncière restent presque inchangées,. Le texte de l'Accord en 17 points sur la libération pacifique du Tibet, signé le 23 mai 1951 à Pékin par des représentants du 14e dalaï-lama et ceux de la république populaire de Chine, prévoit le maintien du système politique et du statut du dalaï-lama (point 4), la liberté religieuse et le maintien des revenus du clergé bouddhiste (point 7),.
Toutefois, selon le dalaï-lama, l'Accord en 17 points n'a pas été respecté par la partie chinoise et il l'a rejeté en 1959 pour cette raison.

### Projets de réformes du dalaï-lama et réformes «démocratiques» chinoises
Dès 1950, à un jeune âge, l'actuel dalaï-lama souhaitait mettre en place une approche plus moderne de gouvernement. En 1952, il prit des initiatives pour créer une société plus démocratique en nommant un comité de réformes. Cette commission des réformes comprenait 50 membres parmi les fonctionnaires monastiques et laïcs, ainsi qu'une commission permanente pour étudier les projets de réformes et faire un rapport pour l'assemblée nationale et pour le dalaï-lama. La réforme la plus simple mise en œuvre concernait la collecte des impôts, dont le montant nécessaire à chaque district était fixé par le gouvernement, auquel les administrateurs de districts ajoutaient une taxe supplémentaire pour leurs propres dépenses, ce qui avait conduit à des abus. En accord avec le conseil des ministres et la commission des réformes, le dalaï-lama modifia radicalement ce système. Les administrateurs de districts n'étaient plus autorisés à prélever de taxe supplémentaire, mais uniquement l’impôt à reverser à Lhassa qui leur allouait en retour un salaire fixe. Cette réforme fut bien accueillie par la population, au contraire des administrateurs de districts qui avaient abusé. Pour le dalaï-lama, ces réformes justes, comme celles qui devaient suivre, avaient pour but de faire entrer les Tibétains dans une ère moderne et plus équitable, mais ce projet fut contrecarré par les communistes arrivés au Tibet.
Selon Julien Cleyet-Marel, les Chinois considéraient que la société tibétaine était arriérée, ce qui appelait à des réformes « démocratiques ». Les autorités chinoises mirent une restriction aux garanties accordées au gouvernement local du dalaï-lama explicitées dans l'accord en 17 points sur l'établissement de réformes progressives et « démocratiquement » décidées, entraînant une résistance tibétaine. Pour engager des réformes, le dalaï-lama souhaitait s'appuyer sur l'article 11 de l'accord qui spécifiait que pour toutes réformes au Tibet, il n'y aura pas « de coercition de la part des autorités centrales » ajoutant même que le gouvernement local du Tibet, toujours dirigé par le dalaï-lama selon l'article 4, pourra « mettre en œuvre les réformes selon son propre gré », et que « les demandes de réformes formulées par le peuple » devront être « réglées par voie de consultation avec le personnel du Tibet ». Pourtant, les réformes souhaitées par le dalaï-lama furent ajournées sine die, car jugées incompatibles avec le programme de collectivisation des terres décidée par la Chine.
Pour Anne-Sophie Bentz, les Tibétains n'ont pas accepté les réformes communistes introduites par les Chinois au Tibet, comme en témoignent la fondation en 1952 du Mimang Tsongdu, un mouvement de désobéissance civile dans le Ü-Tsang et celle en 1957 du Chushi Gangdruk, un mouvement nationaliste dans le Kham et l'Amdo. Ces deux mouvements fusionneront le 16 juin 1958 avec la fondation de l'armée nationale volontaire de défense, une armée de résistants. La révolte culminera par le soulèvement tibétain de 1959, la fuite du dalaï-lama et le départ de plusieurs dizaines de milliers de Tibétains les semaines et mois suivants.

## Démocratisation en exil
La démocratisation tibétaine est un processus qui s'est développé en Inde après l'exil en 1959 d'une communauté tibétaine ayant suivi le 14e dalaï-lama. Née sous son impulsion, elle n'est pas le résultat d’un mouvement populaire, à la différence d'autres nations, comme l'indique Samdhong Rinpoché, alors président du Parlement tibétain en exil.
Près de 10 mois après leur arrivée en exil, une large communauté de Tibétains s’est rassemblée à Bodhgaya, incluant le dalaï-lama, le Kashag, d’autres membres du gouvernement du Ganden Phodrang, des maîtres spirituels de toutes les écoles du bouddhisme tibétain et des chefs du Kham et de l’Amdo. Ce fut un moment décisif de prise de conscience d’affirmation collective de l’unité des Tibétains sous la direction du dalaï-lama, le seul choix pour combattre leur ennemi commun, les amenant à prêter le grand serment d'unité le 3 février 1960. Ce serment reconnait les erreurs passées qui ont affaibli la nation tibétaine et en même temps réaffirme leur unité sous la direction du dalaï-lama. Il est basé sur l’égal respect pour les caractères uniques des trois régions du Tibet et des traditions religieuses tibétaines. Le serment signé par des chefs laïcs et religieux fut offert au dalaï-lama par trois personnalités, le 8e Khamtrul Rinpoché Dongyud Nyima représentant toutes les écoles du bouddhisme tibétain, Dege Jagoetsang Namgyal Dorjee représentant le Chushi Gangdruk et les Tibétains de l’Amdo et du Kham, et Shigatse Leydrung Pelsur Dorjee Norbu représentant l’Ü-Tsang. La transformation politique inaugurée par le dalaï-lama à la suite de ce serment changea fondamentalement les paramètres de la gouvernance tibétaine traditionnelle. Bien que le gouvernement du Ganden Phodrang venu en exil perdura, il fut redéfini jusqu’à devenir un gouvernement incluant tous les Tibétains. Quelques mois après l’adoption du serment, le dalaï-lama introduisit des réformes structurelles pour le mettre en œuvre. Il modifia graduellement la composition du Kashag, tout en conservant certains membres, il ajouta des personnalités de familles n'appartenant pas à l'aristocratie tibétaine et de régions extérieures au Tibet central. Wangdu Dorje et Tsewang Tamding de l’Ü-Tsang, Jangtsetsang Tsering Gonpo du Kham et Tsering Gyaltong de l’Amdo furent parmi les premiers à être intronisés.   
Dès 1960, le dalaï-lama entreprend de démocratiser les institutions tibétaines exilées et promulgue en 1961 la Constitution du futur Tibet.
La démocratisation de la société tibétaine de l'exil est marquée par plusieurs étapes comme la promulgation d'une constitution pour le Tibet (10 mars 1963) et l'adoption d'une charte (14 juin 1991).
La structure de l'Administration centrale tibétaine témoigne d'éléments de démocratie formelle. L’exécutif, le législatif et le judiciaire, les 3 piliers de la démocratie sont progressivement mis en place. Le gouvernement (Kashag), composé d'un premier ministre (Kalon Tripa) et 7 ministres dirigeants des ministères est élu pour 5 ans. Les ministères sont celui de l'Information et des Relations Internationales, de l’Education, de l'Intérieur, de la Sécurité, des Finances, des Affaires religieuses et culturelles, et la Santé.

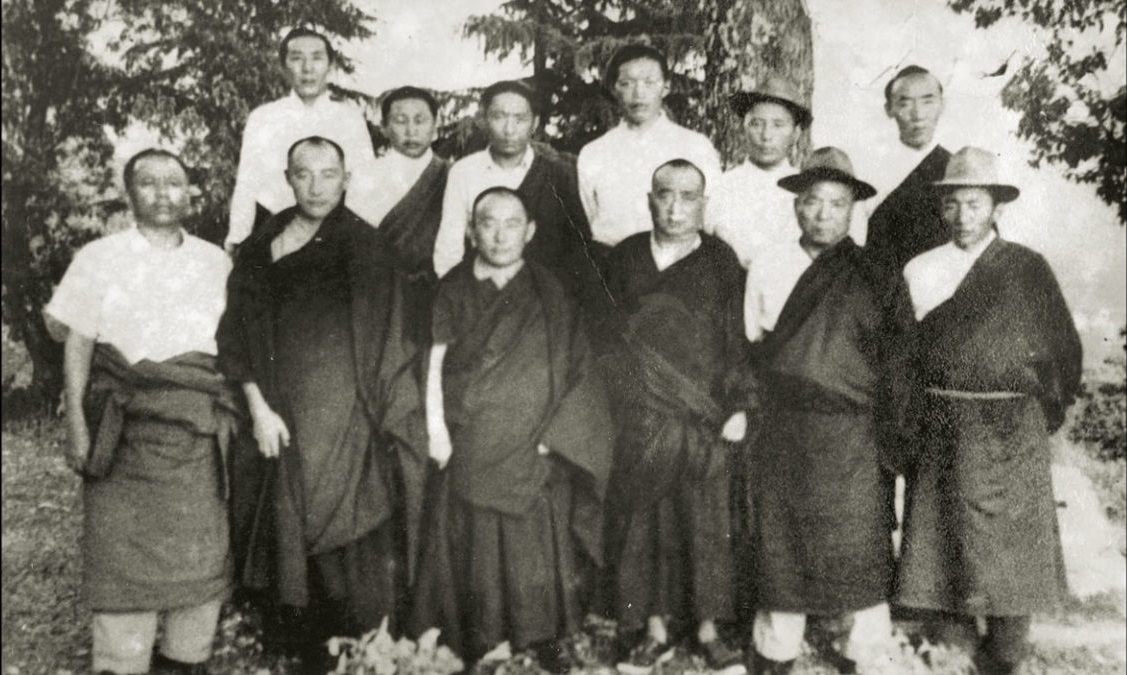
Les membres de la 1re Assemblée tibétaine. Rangée avant, de gauche à droite : Tsering Gonpo, Atro Rinpoché Karma Shenphen Choekyi Dawa, Tongkor Trulku Lobsang Jangchup, Lobsang Namgyal, Dorjee Pelsang, Tsultrim. Rangée arrière, de gauche à droite : Lobsang Nyendak, Tsewang Tamdin, Tsering Wangdue, Rinchen Tsering, Kalsang Damdul, Wangdu Dorje

Un Parlement est fondé le 2 septembre 1960. Les députés sont élus tous les 5 ans. Tous les Tibétains en exil de plus de 18 ans ont le droit de vote. Il comporte jusqu'à 46 membres : 10 pour chacune des 3 provinces du Tibet (Ü-Tsang, Amdo et Kham), 2 pour chacune des écoles bouddhistes principales et l'école bön, 3 pour les Tibétains en Occident : 2 d'Europe et 1 d'Amérique du Nord, et 1 à 3 membres nommés par le dalaï-lama pour avoir été distingués dans les arts, les sciences et la littérature ou pour ses services à la communauté.
Il a acquis progressivement les caractéristiques d'un organe législatif moderne : depuis 1990, les députés élisent les ministres, responsables devant le parlement ; en 1991, ils adoptent la charte et l'amende en 2001 sur proposition du dalaï-lama pour l'élection au suffrage universel direct du premier ministre qui nomme les autres ministres, lesquels doivent être approuvés par le Parlement.
La Commission suprême de justice fut inaugurée le 11 mars 1992.
En exil, les nonnes et les moines ne sont pas autorisés à adhérer à une organisation politique, ce qui limite leur implication dans la vie publique et les activités politiques. Cela contraste avec la situation au Tibet où les religieux sont vus par les Chinois comme les Tibétains les plus politisés.
En dépit des progrès du projet démocratique du dalaï-lama, les Tibétains en exil n'ont pas augmenté leur implication dans la vie politique tant que le dalaï-lama n'a pas quitté le devant de la scène.
Le dalaï-lama s'est appuyé sur son projet démocratique pour dissocier sa personne et l'institution des dalaï-lamas de la nation tibétaine. Pour lui, il est essentiel que cette dernière lui survive. Selon Anne-Sophie Bentz, le défi politique du dalaï-lama est d'obtenir des soutiens internationaux pour la cause tibétaine. Dans cette perspective, une nation tibétaine démocratique viable accroît ses chances de succès. Cela requiert une émancipation de la nation tibétaine de lui et le contraint à quitter le devant de la scène.
Pour que les Tibétains s'émancipent, leur offrir la démocratie n'est pas suffisant, il faut aussi leur apporter une éducation en la matière, une mission dont se chargea le ministère des Relations internationales puis le Centre tibétain pour les droits de l'homme et la démocratie (TCHRD) qui devint une organisation indépendante. Le TCHRD organise des séminaires, des conférences et des campagnes d'information pour promouvoir les droits de l'homme au Tibet et éduquer la communauté tibétaine en exil à la démocratie.
L'émancipation des Tibétains a partiellement abouti : une société civile dynamique avec un nombre croissant d'ONG, de journaux, des revus et des magazines, des congrès sur l'avenir du Tibet, témoignent de la volonté des Tibétains en exil de se réapproprier la nation tibétaine.

### Élection du Parlement tibétain en exil au suffrage universel (1960)

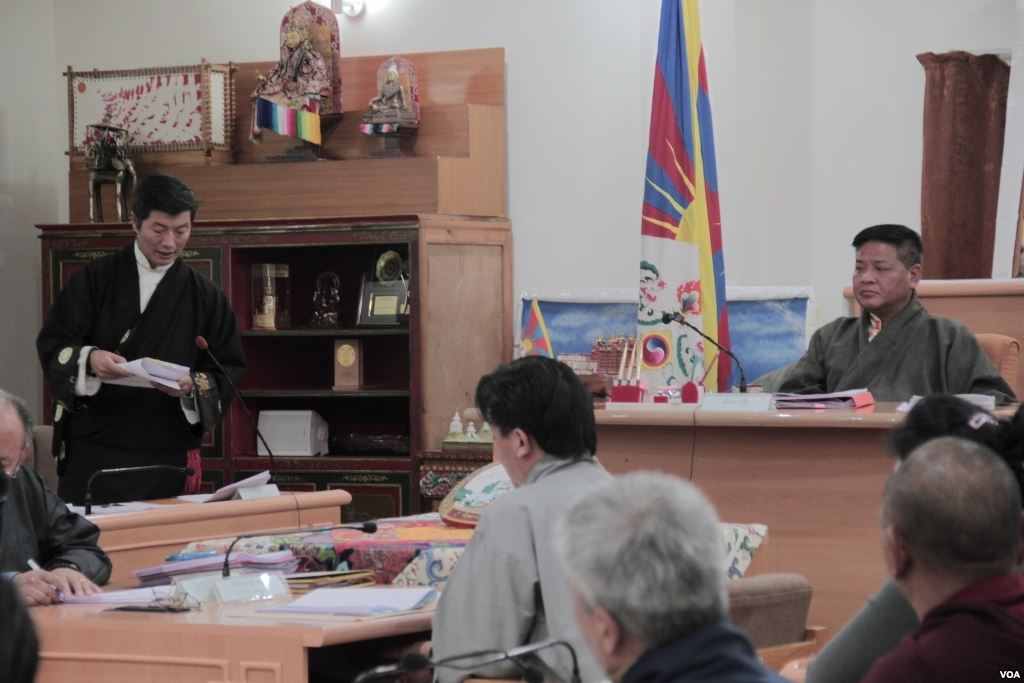
Session du Parlement tibétain en exil en 2013.

Dans les années 1960, pour le dalaï-lama, la démocratie semblait un mode de gouvernement compatible avec les principes du bouddhisme et, selon l'interprétation de Søren Asp, la seule alternative éthique au communisme chinois.
Alors qu'il avait envisagé un processus de démocratisation de la société tibétaine, le dalaï-lama a annoncé un programme détaillé pour établir une assemblée élue en janvier 1960, lors d’un voyage à Bodhgaya en Inde. Des élections ont été dûment tenues et la première assemblée de députés élus de l’histoire du Tibet a pris ses fonctions le 2 septembre 1960 au Parlement tibétain en exil. Ce jour historique continue à être observé par la communauté tibétaine en exil comme le « Jour de la Démocratie ». Depuis lors, 15 Assemblées semblables se sont réunies,.
Le 2 septembre 1960 le dalaï-lama annonça l’établissement d’une forme démocratique de gouvernement pour les Tibétains vivant en exil. Ce système est alors fondé sur l’union de valeurs spirituelles et laïques. Les membres de la 1re assemblée tibétaine abolirent officiellement les titres héréditaires et les fonctions traditionnellement occupés par les aristocrates, les hiérarques bouddhistes et les chefs de tribus. Sous l'impulsion du dalaï-lama, ils substituèrent ainsi à l'ancien système féodal un système politique consacrant l'égalité de droits de tous les Tibétains. La 2e Assemblée tibétaine, élue le 20 février 1964, qui siégea jusqu'au 1er septembre 1966, poursuivit cette mise en place. Suivant les souhaits du dalaï-lama, trois femmes furent élues au nom de la discrimination positive, représentant chacune l'une des trois régions tibétaines, et faisant passer le nombre de députés de 13 à 17, un représentant supplémentaire étant désigné par le dalaï-lama. En 1990 les membres du Parlement ont élu les ministres (Kalons). En 2001, le Premier ministre, le Professeur Samdhong Rinpoché, a été élu au suffrage universel,.

### Constitution du Tibet (1963)
Le préambule de la Constitution du Tibet de 1963 proclame les principes du bouddhisme et reconnait les bases pour la fondation d'un système démocratique adaptée au peuple tibétain.
Selon l'universitaire Julien Cleyet-Marel, à la fin des années 1980, la nouvelle génération des Tibétains en exil éduqués dans des pays démocratiques (principalement en Inde, aux États-Unis et en Suisse) accède à une plus grande participation aux processus décisionnels, au contraire des Tibétains restés au Tibet.

### De 1963 à 1990
De 1963 à 1989, le dalaï-lama proposa dans plusieurs discours aux députés du Parlement tibétain qu'un comité de rédaction soit établi pour une constitution des Tibétains en exil. Il tenta aussi de permettre aux Tibétains restés au Tibet d'être représenté dans l'Administration centrale tibétaine (ACT). Par exemple, en 1986, il nomma comme ministre sans portefeuille du Kashag, Shiwo Lobsang Dhargye, un employé de bureau ayant quitté le Tibet pour rejoindre la communauté en exil.
En 1988, le dalaï-lama informa la 10e Assemblée qu'il ne voulait plus être chef de l'État tibétain et qu'il était nécessaire de réformer le système politique en place. Les députés refusèrent cependant d'accéder à cette demande. En 1989, il désigna un comité chargé de refonder la constitution du futur Tibet. Pour lui, en raison notamment de l'effondrement du communisme au seuil des années 1990, la transition démocratique du système politique tibétain en exil était devenu nécessaire.
Dans son discours du 6 mai 1989, le dalaï-lama se réfère à la transition entre la constitution de 1963 incluant la prééminence de l'institution du dalaï-lama et la mise en place d'une démocratie constitutionnelle pour le futur Tibet dans laquelle le dalaï-lama n'aurait plus aucun rôle politique.
Pour l'ACT, la démocratie constituait un des paradigmes des institutions internationales en devenir après la guerre froide. Selon certains auteurs, les manifestations de la place Tian'anmen encouragèrent le dalaï-lama à engager d'importantes réformes dans la communauté en exil. Il incita l'ACT à entamer une transition démocratique. Dans ses discours prononcées dans les années 1990, il établissait un parallèle avec la démocratisation des États d'Europe de l'Est, affirmant la nécessité d'une justice constitutionnelle adaptée.
Les Tibétains sollicitèrent l'aide de juristes indiens et américains pour la formation de cadres de l'ACT dans cette perspective de réformes qui s’accélérèrent avec la médiatisation de la communauté tibétaine en exil, les associations de soutien au Tibet ayant proclamé 1991 l'année internationale du Tibet.

### Charte des Tibétains en exil (1991)
Les institutions tibétaines en exil franchissent une étape de plus vers la démocratie en 1991 quand l'Assemblée passa de 12 à 46 membres, la 11e assemblée devenant un véritable corps parlementaire. En mai 1991, les 46 membres élus élisent le Kashag composé de 8 ministres, qui deviennent responsables devant l'Assemblée.
Le 14 juin 1991, l'Assemblée devint l’autorité législative des Tibétains en exil, incluant dans son mandat l’élection du Cabinet des ministres. Cette même année, l’Assemblée publia la Charte des Tibétains en exil explicitant leurs droits et leurs devoirs.
Selon Julien Cleyet-Marel, la Charte des Tibétains en exil a pour but de permettre, par un processus lent et graduel, la responsabilisation des Tibétains pour la politique du Tibet, afin de créer une cohésion sociale et politique du peuple tibétain par des institutions démocratiques même en l'absence du dalaï-lama.

### Commission suprême de justice tibétaine (1992)

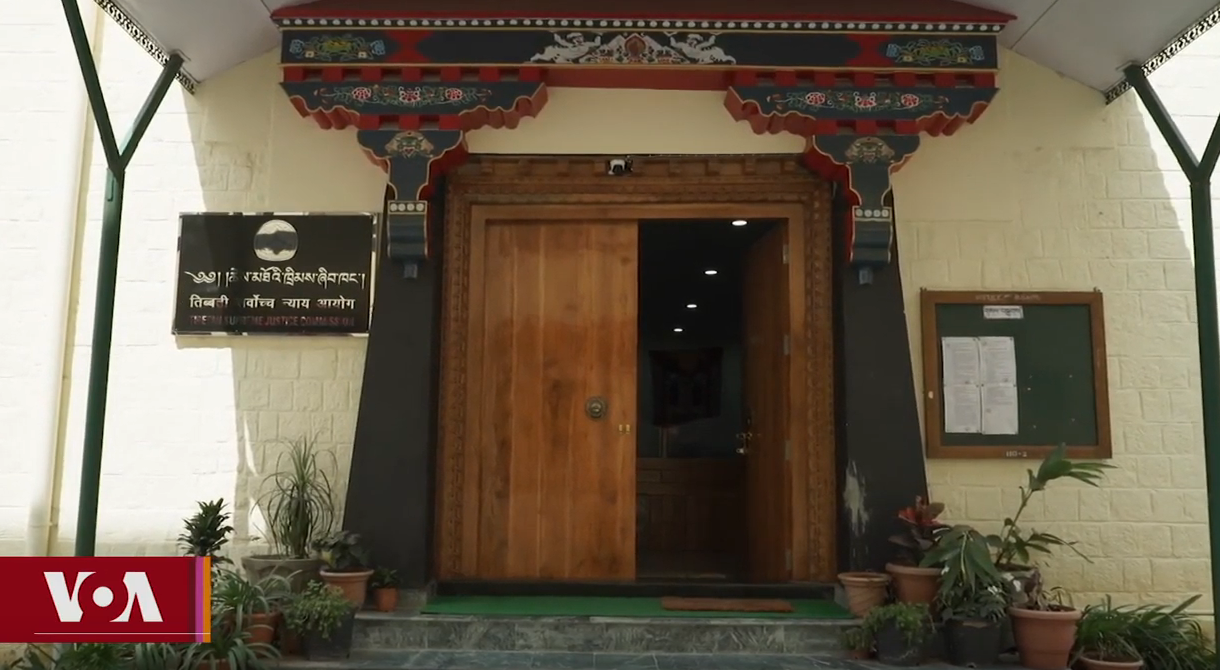
Entrée de la Commission suprême de justice tibétaine

La Commission suprême de justice tibétaine a été fondée en 1992 en tant qu'ordre judiciaire indépendant dans le gouvernement tibétain en exil. Lobsang Dargyal en fut le premier commissaire en chef.

### Annonce du retrait politique du dalaï-lama et d'une séparation de l'Église et de l'État
En 1993, le dalaï-lama affirma qu'il était partisan de la démocratie laïque et qu'il ne serait pas partie prenante du gouvernement du Tibet lorsque ce dernier aura recouvré sa liberté. En 2003, Kelsang Gyaltsen affirma que le dalaï-lama était favorable à la séparation de l'Église et de l'État, et qu'il avait pris la décision de ne plus occuper de fonction dans l’administration tibétaine à son retour au Tibet. Dans un entretien avec l’écrivain Thomas Laird publié en 2007, le dalaï-lama a exprimé son souhait d'une séparation complète de l'Église et de l'État allant jusqu’au retrait des religieux aussi bien de la candidature à des postes politiques que des votes.
Le dalaï-lama a déclaré à plusieurs reprises qu'il souhaite pour le Tibet, la séparation effective entre l’église et l’état, et que les moines ne participent ni aux partis politiques, ni même au vote. La charte garantit une séparation du pouvoir entre les trois organes du gouvernement tibétain en exil : le judiciaire, le législatif et l’exécutif,.

### Élection du Premier ministre tibétain au suffrage universel (2001)
Plus récemment, en 2001, pour la première fois, le Premier ministre (Kalon Tripa), a été élu au suffrage universel. C'est le Professeur Samdhong Rinpoché qui a été choisi par la population tibétaine en exil,.

### Élection du Premier ministre tibétain de 2011
Au cours de Élection du Premier ministre tibétain de 2011, en mars, le 14e dalaï-lama renonce à sa fonction de chef du gouvernement tibétain en exil, laissant place au premier ministre tibétain Lobsang Sangay et se concentre sur sa fonction spirituelle, conservant cependant une influence politique et demande au Parlement tibétain en exil un amendement constitutionnel permettant d'acter sa retraite politique, pour lui l'institution des dalaï-lamas est dépassée et doit laisser place à la démocratie.

## Projet de démocratie pour le futur Tibet
L'objectif déclaré de la diaspora tibétaine est de lutter pour un Tibet libre et démocratique et de préparer les Tibétains à un retour dans un nouveau Tibet ayant ce statut.
Le dalaï-lama souhaite démontrer que les critiques chinoises sur le Tibet sont exagérés et que la démocratisation des Tibétains en exil permettra l’avènement d'une véritable démocratie au Tibet en cas de retour. Il a affirmé à plusieurs reprises que lorsqu'un accord sur le Tibet sera conclu avec la Chine, il se retirera définitivement de la vie politique pour ne plus se consacrer qu'à sa vie monastique. Pour Lodi Gyari, cette décision est le résultat d'une longue réflexion maturée.
Dans son discours du 10 mars 1969, le dalaï-lama déclare que quand le Tibet recouvrera sa liberté, le peuple tibétain décidera par lui-même du type de gouvernement qu'il voudra.
Dans son discours du 10 mars 1992, il déclare que, lorsque les Tibétains en exil pourront retourner au Tibet, il renoncera à toute autorité temporelle,,.
Dans ses entretiens avec Gilles van Grasdorff, le dalaï-lama déclare qu'une institution judiciaire adaptée au peuple tibétain, tenant compte de sa tradition bouddhiste et indépendante du gouvernement, lui semble essentielle dans le futur Tibet démocratique. Il précise que dans les trois provinces tibétaines (U-Tsang, Kham et Amdo), les libertés de pensée, d'expression et de mouvement seront respectées. Il dit espérer que la démocratie tibétaine s'inspirera des principes bouddhistes de compassion, de justice et d'égalité, qu'un système parlementaire multipartite sera constitué ainsi qu'un système politique comportant 3 organes de gouvernement, législatif, exécutif et judiciaire avec séparation des pouvoirs.
En juin 1992, Lodi Gyari argumente devant la Commission des affaires étrangères du Sénat des États-Unis qu'un « gouvernement démocratique pleinement fonctionnel existe maintenant parmi les exilés tibétains »  et que maintenant, « ils veulent apporter la démocratie au peuple tibétain au Tibet ».

## Mise en perspective
Tenzin Gyatso apparaît comme un défenseur des valeurs démocratiques, ayant envisagé de fait un certain nombre de réformes en ce sens. Il affirme qu'il avait l'idée même de la démocratie au Tibet bien qu'il ne pouvait l'exprimer par des mots. Si cet enthousiasme peut correspondre à une reconstruction a posteriori ou une légitimation rétrospective, il a été remarqué par des observateurs internationaux comme Søren Asp qui rappelle que le dalaï-lama a engagé des réformes démocratiques d'emblée et qu'il ne cesse de soutenir de nouvelles réformes, ou encore par Tsering Tsomo qui observe que les Tibétains ont rejoint la révolution démocratique globale sous les conseils et initiatives du dalaï-lama.
Si les ambitions démocratiques du dalaï-lama sont incontestables, il s'est heurté à des oppositions des réfugiés tibétains. Ainsi, lors de la promulgation de la constitution tibétaine en 1963, il voulait introduire une clause autorisant sa destitution de chef d'État par le parlement, en cas d'incompétence. L'article 36 a rencontré l'opposition des réfugiés tibétains. Cependant, sur son insistance, cette clause a été maintenue. De même, lors de l'adoption de charte en 1991, le dalaï-lama insista pour que le Tibet devienne un État laïc, mais les députés et les réfugiés tibétains s'y sont opposés, conservant au Tibet le statut d'État bouddhiste.
Anne-Sophie Bentz donne deux exemples de ce qu'elle considère comme une divergence entre la théorie et la pratique dans la démocratie tibétaine :
- Le dalaï-lama, dans sa proposition de Strasbourg prononcée le 15 juin 1988 devant les députés du Parlement européen, il propose que « dans sa totalité, le Tibet connu sous le nom de Tcheulkha-Soum (U-Tsang, Kham et Amdo) deviendrait une entité politique démocratique et autonome fondée sur un droit agréé par le peuple, visant le bien commun et la protection de l’ensemble, en association avec la république populaire de Chine. » Cela fut perçu par les réfugiés tibétains comme une concession importante à la Chine car pour la première fois, le dalaï-lama se prononça non-pas pour l'indépendance mais pour une association du Tibet avec la Chine[76]. Pour Warren Simth, si ce compromis fut bénéfique à la démocratisation du mouvement nationaliste tibétain en raison des réactions vives qu'il suscita, il risquait d'être fatal à la cause tibétaine. Ce débat démocratique a posteriori contraignit le dalaï-lama a retirer la Proposition de Strasbourg[77].
- L'approche de voie médiane, officiellement entérinée le 18 septembre 1997 par une résolution votée par la 12e Assemblée tibétaine, s’inscrit dans la continuité de la Proposition de Strasbourg, mais ne suscite pas les mêmes débats passionnés. Pour Eva Herzer, le retard dans les négociations avec la Chine fut une bénédiction pour le débat démocratique au sein de la communauté tibétaine en exil. Le dalaï-lama fit une proposition de référendum qui fut transformé en vote par les députés tibétains[78].

### Critiques de la démocratie tibétaine en exil
Pour Baogang He et Barry Sautman, écrivant en 2005 dans la revue Pacific Affairs, « La démocratie des émigrés tibétains se caractérise par le pouvoir prépondérant du dalaï-lama, lequel donna l'ordre de procéder à des élections au suffrage direct et à un accroissement des pouvoirs du parlement » :
« Samdhong Rinpoché dit ceci du dalaï-lama : « Nous ne pouvons rien faire sans lui ». Effectivement, même quand le GTE décida de fermer son bureau de Budapest en 2005, il fallut l'approbation du dalaï-lama. Le système politique des émigrés intègre institutions politiques et bouddhisme, et les postes les plus élevés sont détenus par des moines (le « chef de l'État » et le « chef du gouvernement » en quelque sorte). Il n'y a pas de jeu des partis politiques et toute critique du dalaï-lama est considérée comme illégitime parmi les émigrés ».
Pour autant, en 2003, Samdhong Rinpoché, le Premier ministre tibétain élu au suffrage universel, déclara lors d’une interview que si le dalaï-lama jouait un rôle très important et efficace en rapport avec la Charte, il avait annoncé à plusieurs reprises son souhait de prendre sa retraite. Il précisa que cela nécessitait d’amender la Charte, mais qu’à cette époque le dalaï-lama déléguait déjà son pouvoir de plus en plus au cabinet des ministres et qu’il ne souhaitait pas que les ministres lui demandent son approbation pour chaque décision.
Pour Jane Ardley, politologue de l'université de Keele, il est clair que le concept de la démocratie chez les Tibétains en exil est différent de celui ayant cours en Occident. En 2003, elle constate la présence de nombre d'obstacles à une démocratisation complète, dont le caractère non concurrentiel de l'élection des dirigeants, l'absence de partis politiques dans le gouvernement tibétain en exil, le conflit entre le rôle religieux du dalaï-lama et son rôle politique, l'absence d'opposition officielle et le peu d'empressement de la communauté tibétaine à favoriser la diversité à l'intérieur de la communauté en exil par peur de rompre l'unité. Depuis, en 2011, le dalaï-lama a renoncé définitivement à son rôle politique, les élections du premier ministre sont concurrentielles et deux nouveaux partis politiques ont été créés par les Tibétains en exil.
Pour le tibétologue Elliot Sperling, s'il y a eu de réelles évolutions démocratiques à l'intérieur de la communauté en exil, il subsiste toutefois, chez cette dernière et ses dirigeants, un certain degré d'exagération et d'aveuglement quant à l'intériorisation de la pensée et des normes démocratiques. Il en veut pour preuve l'existence d'un certain culte de la personnalité se manifestant, entre autres manières, par la mise en avant du nom du dalaï-lama pour faire valoir les mérites d'une argumentation. Le concept de loyauté envers le Tibet et l'identité tibétaine est enfoui sous l'idée de loyauté vis-à-vis du dalaï-lama, vu comme le dispensateur de la démocratie, vision qui, selon Sperling, est contraire à l'idée de droits inaliénables du peuple.

### Éloges de la démocratie tibétaine en exil
Selon le Parti démocratique national du Tibet, au cours de ces longues années d'exil, l'engagement du dalaï-lama envers la démocratie et la non-violence a été constant. Il a maintenu en vie, pour les Tibétains en exil, l'espoir de retrouver un Tibet démocratique,.
Pour Jampal Chosang, le système politique du Tibet en exil a évolué pour devenir une démocratie.
En janvier 2013, le président de l'Assemblée législative du Bengale-Occidental Biman Banerjee (en) a salué le « fonctionnement de la démocratie tibétaine en exil comme exemplaire pour les autres démocraties naissantes ».
Pour le Groupe interparlementaire d'amitié - France-Tibet du Sénat, la politique des Tibétains en exil préfigure un Tibet démocratique, « un véritable ferment démocratique pour une Chine qui s'ouvre au monde et aspire à rejoindre la communauté des nations ».

### Opinion de la jeunesse tibétaine
Les jeunes tibétains soutiennent davantage la démocratie et prennent conscience de la nature de la responsabilité politique. L'idée que la démocratie aide à l'autonomisation et n'est pas seulement un don du dalaï-lama prend de l'importance.
La Tibetan Review qui a organisé un concours pendant plusieurs années pour que les étudiants tibétains s'expriment sur les sujets de société a choisi en 1990 « La démocratie dans la société tibétaine », remporté par Pema Thinley et Pema Choephel, respectivement 1er et 2e prix,.